# 阿史那忠
阿史那忠（611年—675年5月24日），唐朝軍人，字義節。

## 生平
突厥蘇尼失（阿史那蘇、怀德元王）之子。颉利可汗时苏尼失为小可汗，牧于灵州西北。贞观四年（630年），奉父命擒颉利可汗归唐，入长安，跟随父亲入唐为官。被唐太宗提拔为左屯衛将軍，迎娶定襄县主（唐太宗贵妃韦珪和前夫生的女儿）为妻。赐姓史，名忠，字义节，置宅于万年县（今陕西西安市西北），自称万年史氏。父亲死后，贞观九年（635年），继承薛国公的爵位。贞观十一年（637年），检校長州都督。贞观十三年（639年），阿史那思摩被唐朝立为突厥可汗，阿史那忠为左賢王，辅佐思摩统率突厥部众。出塞外，郁郁不乐，唐朝使者来见，他请禀告唐太宗准许他回朝为官，唐太宗准許了。贞观十八年（644年），以西州道抚慰使出使西城，配合安西都护郭孝恪对焉耆、处月、处密等地的军事行动。按照太宗诏书，在西域“宣布威德，招纳降附，问其疾苦，济其危厄，务尽绥怀之道”，收到良好的效果。贞观二十年（646年）,因伐薛延陀有功，升任右武卫大将军。
永徽年間，阿史那忠历任左武衛大将軍、右驍衛大将軍。显庆五年（660年），为長岑道（长岭道）行軍大总管，攻撃铁勒、契丹的入侵。总章元年（668年），为青海道行軍大总管，防備弓月和吐蕃。咸亨元年（670年），以吐蕃联兵弓月诸部攻陷龟兹等西域十八羁縻州，受命转任西域道安撫大使、兼西域道行軍大总管。赴西域，与逻娑道行军大总管薛仁贵率兵讨吐蕃，对受吐蕃贵族胁制的部族安抚招纳。咸亨四年（673年）十二月，弓月、疏勒国王入朝通好。上元二年（675年），阿史那忠在洛陽尚善里的私邸去世，被追贈鎮軍大将軍之位，谥号貞，陪葬唐昭陵。时人称阿史那忠是唐代的金日磾。

## 阿史那忠碑和墓志铭

### 阿史那忠碑
阿史那忠碑，立于唐高宗上元二年（675年）十月，原存於陕西醴泉县烟霞乡西周村西南约50米处阿史那忠墓前，1975年移入陕西咸阳昭陵博物馆。碑身首高3.88米，下宽1.18米，厚34厘米。碑额篆书，题“大唐故右骁卫大将军薛国贞公阿史那府君之碑”二十字。碑文正书，共33行，满行82字。下端字较清晰，其余均磨泐不清。

大唐故右骁卫大将军薛国贞公阿史那府君碑

　　（上阙）同〇；执契结绳，八极与四均齐致。〇幽陵之憬服，考太阴之列壤。天骄拥众，罕屈（阙四十三字）〇化〇猷，掩〇瀛而被有截；辩方正位，踰亥步而极无垠。罄域输賝，倾埏入侍。若乃器藏於用，几动於（阙十四字）吕〇〇圣人而委（阙十四字）孙吴以高视，〇〇〇以长驱。应运杰出，在于薛国公矣！公讳忠，字义节，其先代人，今为京兆万年人也。郁矣曾基，克承大禹〇〇；遐哉茂业，奄有幽都之地。洪源共昌海分流，崇构与轩〇競〇。曾祖大原，祖邕周，为本国可汗，早称强盛，〇承正朔。控千〇於龙城，境穷西夜；骋万骑於鸡〇，威震东胡。父苏，皇朝左骁卫大将军、宁州都督，怀德元王。〇〇方〇，是曰〇金之胤；〇该逆顺，恭惟〇〇之〇。信化〇〇，特（阙七字）扬圣历，候〇〇而奉丹墀。不〇以贵，〇〇泉〇恺泽；异姓而王，埒长沙〇启祚。公丕承昌绪，允迪潜祯。上分列纬，应天街之秘象；下属〇山，〇宝籙之灵气。〇〇则英略〇运，〇〇则（阙十五字）风〇〇，知〇之心弥远。干将甫成，〇犀之奇可察；豫章初拱，〇蠲之〇先彰。素怀不羁之节，载蕴非常之志。及隋季崩离，中州板荡。我大唐拨乱反正，代天立极。（阙十七字）义〇〇锦轩之使。公亦〇命言归，咸承绣袷之赏。石奋父子，共沐朝恩；秺侯仁孝，式流家祉。时以漠南未静，委公作镇，颉利可汗，乘间内侮，敕遣张〇相〇赍远人。公力引（阙十一字）利以〇〇〇〇〇以囚縶。兵刃不加，凶渠底定。大夫之使闽越，嘉谟斯在；介子之〇楼兰，英风可蹑。竭诚之迹，基於此矣！诏授左屯卫将军，仍令北门宿卫，赐甲第一区，降定襄县主、〇〇〇〇，时贞观之四年也。统御中军，〇〇〇之睿哲；去来外馆，动吹箫之妙曲。望重勋戚，誉浃遐迩。俄丁元王忧，寻起复职，寝苫结慕，集蓼缠哀。善丧能毁，葈貌悲於行路；夺礼即戎，柴形怆於朝序。九年，诏封薛国公，食邑三千户。十一年，检校长州都督。泽〇〇〇，〇四豪之旧国；任隆式〇，〇十角之新〇。克清边瓂，言旋京邑，检校左屯营。既而句丽、百济，互相侵逼；处月、焉耆，各为唇齿。肆回邪於荒裔，轸吊伐于皇情。天（阙十四字）迺〇绥边〇〇，诏公西域安抚。载叶〇如之寄，右地砻〇，加授上柱国。廿年，迁右武卫大将军。复属延陀纵慝，铁勒怙乱，乘壮月以控弦，候朔风以鸣镝。孰膺分阃，（阙十四字）先之以德，〇翘〇而逆命；后之以刑，旋〇辅以〇绩。廓清柳塞，繄公是赖。赐金银器物数十事，缯彩五百匹、钱廿万、马五十匹。霍氏辞第，竟收绝漠之功；荀父延锡，寔资剋狄之效。俄而七〇〇〇，八〇晚出。〇〇〇〇，侍岩廊而逾谨；宸驾上仙，攀弓弦而殆绝。天皇纂历，景祚惟新；帝泽滂流，伸恩念旧。爰复本任，委之心膂。永徽中，以太妃忧去职，栾棘之痛，若居元王之丧。其年起复，授左武卫大将军，〇〇北门〇〇，迁右骁卫大将军。显庆五年，诏为使持节长岑道行军大总管。辰韩俶扰，从旆除残；契丹纵毒，迴戈拯乱。剿玄菟之游魂，覆黄龙之巨孽。亦既至心，恩赏兼隆。初改屯营为羽林军，委公统（阙六字）兵禁闱。妙识机权，深闲体制。〇〇〇〇，徙〇侯玉中衢；紫掖分严，整云营于上苑。六军取其节度，八校法其规模。是以历事两朝，俱〇殊荣。每召诸王宴集，公必预焉。伯初之恒宿禁中，仲〇之常居〇内，比迹〇〇，〇何等〇。洎检玉梁，阴封金岱。趾〇〇〇，〇〇〇旧勋，诏公兼右卫大将军检校羽林如故。式彰巡警之效，聿陪登降之礼。嘉庆是覃，鸿私允洽。复以吐蕃蚁结，近〇凶丑。弓月（阙十字）之〇孔炽〇兰之域。〇想伏波，载恩横海。总章初，诏公为青海道行军大总管，甫临边服，克静妖氛。将军有百胜之功，天子缓一隅之虑。寻又奉诏为西域道安抚大使兼行军大总管。乘〇则发，在变以能通；杖义斯举，有征而无战。威信并行，羌夷是服。洎乎振旅，频加劳问。方当克享期颐，永膺福禄，延十纪之遐筭，升九命之崇班。不谓大树先秋，和松落其〇〇；高台遂毁，〇〇〇其〇〇。悲呼，以上元二年五月廿四日薨於洛阳尚善里之私第，春秋六十有五。皇上夙延恩顾，事越等伦。爰自寝疾，深於于〇壁之宠；逮是归全，甚於趋轮之恸。前後中使，相望於道，诏赠镇军大将军、使持节、大都督、荆岳硖朗四州诸军事、荆州刺史，赙绢布七百段，米粟七百石，赐东园秘器。凶事葬事，并令官给，务从优厚，陪葬昭陵。仪仗送至墓所往还，常所服甲，敕令随瘗。并赐衣服锦被等物，特〇〇〇立碑。粤以其年岁次乙亥十月辛未朔十五日乙酉迁窆於昭陵之安乐原。谥曰“贞”。礼也。惟公擅生知之敏，禀默识之资。器局〇峻，襟灵爽澈。蕴苍璧以载融，莹白珪以无玷。贞心劲勇，仪竹柏而齐秀；猛气抑扬，〇风云而共〇。学该武艺，洞晓兵法。言合于道，〇真弃乎糟粕；理会於神，处物期於简易。观其在割能断，转危就安。由余入秦而著勣，天赐归晋而延宠，此乃周身之智也。清以激贪，勤以应务。止戈而清〇〇，授钺而靖边尘，此乃〇〇之〇也；爱敬无违，纯〇〇〇。〇色踵三姜之养，居丧极二〇之毁，此乃奉亲之孝也；珠玑孕掌，瑶瑾光庭。辛氏皆将帅之风，陈扉无聊长之〇，此乃〇子之慈也；赫奕钟鼎，留连赏会。〇〇之〇石〇〇〇〇之〇〇〇〇，此乃知命之达也。凡此五美，〇振嘉声，故能上〇紫极，排阊阖而遐举；侧〇丹宫，肃钩陈以严待。左临海甸，一战而荡玄夷；右瞰河〇，〇〇〇靖白虏。出定四〇，入掌六师，属〇〇之（阙八字）一居〇〇〇〇八年，宠〇〇〇，冠于〇〇之右；谦恭无怠，光于〇将之先。博陆之谨慎〇心，二十余载；富平之勤劳处事，三十馀祀。校被声尘，固〇优劣。咨所谓立功立事、有始有卒者矣。有子太仆少卿〇〇〇〇〇〇〇〇〇〇〇〇〇〇天伦。诞秀质于玉山，蕴贞猷于金柅。学该七略，发挥书府之奥；辩纵三牙，含吐谈最之实。君子称其礼节，通人许其远大。至性有闻，因心则感。以为〇台馈象，丹青有歇灭之〇；（阙九字）之质。〇刊盛德，式〇典〇。〇〇过客披文，载揖先贤之范；故人望拜，遐传不朽之业。其铭曰：

文昌列将，武库陈兵。敌万为杰，踰千〇英。属此邦彦，〇兹国〇。〇〇〇〇，〇〇〇〇。

幼诞〇〇，〇〇粹质。六象云翥，三〇电逸。虹宝连城，骊珠照室。器则瑚琏，材惟梓漆。

德宇曾骞，礼舆遐振。断山载凝，澄波巳濬。践孝履仁，宅谦居慎。处事无惑，出言有信。

钤符蕴妙，剑术穷微。〇〇〇〇，〇〇〇〇。〇〇〇〇，〇〇〇〇，〇〇〇〇。〇圣爰归。

礼极将坛，荣开戚里。韩城已赋，秦楼载峙。轩盖联华，歌钟遞起。宅躬伊泰，在贵不恃。

尽节禁止戎，杖威遐服。东涉鲸海，西临鸟谷。阵〇前茅，功宣破竹。〇〇〇〇，〇〇〇〇。

〇〇〇〇，〇〇〇〇。〇〇〇从，〇山〇谣。蹊桃遽落，营柳先凋。九泉永閟，三宫寂寥。

庆属象贤，德钟令嗣。箕裘允袭，文武不坠。仰毕陌以缠哀，望卢山而结欷。纪贞石而垂范，庶〇〇〇〇〇。

### 阿史那忠墓志铭
阿史那忠墓志铭并盖，葬于唐高宗上元二年十月十五日（675年11月7日）。1972年6月出土于陕西醴泉县烟霞乡西周村西南约50米处阿史那忠墓中。志盖厚15.5厘米，底边长76.5厘米，盖面篆书“大唐故右骁卫大将军赠荆州大都督上柱国薛虢国阿史那贞公墓志之铭”。志石边长76.5厘米，厚15.5厘米，志文正书，崔行功撰文，共44行，满行44字。同时出土还有其妻定襄县主李氏墓志盖，志石遗失。志盖厚9.5厘米，底边长64厘米。盖面篆书“大唐故定襄县主之志”。四杀饰四神，右上角残缺。根据阿史那忠墓志，定襄县主李氏是唐太宗贵妃韦与前夫李珉之女，纪王李慎之同母姊。

唐故右骁卫大将军兼检校羽林军赠镇军大将军荆州大都督上柱国薛国公阿史那贞公墓志铭并序

　　公讳忠，字义节，其先代人，今为京兆之万年人也。若夫玄珪拱揖，有夏之苗裔克昌；绿车见迎，盛汉之内戚恩重。帝系绵远，受氏灵长。铸鼎馀业，椒房令绪。三古不忘，六藉斯著。曾祖大原，祖邕周，并本国可汗。自晋氏浮江，魏朝入洛，溟海南绝，天街北临，灵命有归，代雄朔野。郁闷金丘之下，咸申贽币；榆关柳塞之阴，并从疆理。父苏，左骁卫大将军、宁州都督、怀德元王。英姿天挺，伟量桀出。皇唐启运，圣武君临。掩顿八紘，囊括四海。王早图去就，预辩兴亡。归诚真主，遂荷恩渥。擬宋开国，非刘而王。公河岳韫灵，辰象流庆。克岐克嶷之性，然于所然；事君事亲之方，得于自得。环材体峻，绝节神凝。双戟两鞬之奇，占风视日之秘。糓城黄石，暗入于兵符；南林白猿，遥传于剑术。武德之日，元王结款太宗，公时则绮襦，早蒙谒见。及贞观云始，塞北乖离，公诱执颉利可汗而以归国，蒙加宠命，授左屯卫将军。年踰志学，遂参禁卫。寻降秾华，婚定襄县主，赐以甲第，赏眄特隆。又加上护军，用奖戎秩。元王薨背，哀穷荼蓼。金革为重，有诏权夺，复居本职，服阕，袭封薛国公。新秦临边，控带戎夏，十一年内，检校长州都督。圣驾雷动，问罪东夷。公衔命风驰，慰抚西域，旌悬泑泽，骑越葱河。处月、焉耆，共稽王略。公扬威电击，诸戎瓦解。前庭宝马，驱入阳关；罽宾飞鸾，将充禁籞。辽东奉见，诏隆奖饰，仍授上柱国。侍辇幽燕，言过汾晋。于时延陁犯塞，羽檄纷然，公驰驿赴救，事宁而返。蜂蚁复东，风尘大惊，诏率全军，应时摧殄。延陁遂灭，漠北以空。迁右武卫大将军，赐金银器物十事，缯綵五百匹，钱廿万。林父剋敌，方赐家臣；魏绛和戎，亦分金奏。太宗晏驾，攀髯靡及，送往事居，情礼兼遂。蒙委心腹，屯兵禁苑，陵墓事终，解严复职。自今上居极，恩遇弥重。永徽中，丁太妃艰，不堪号慕，降旨哀譬，仍令起服，为左武卫大将军，寻迁右骁卫大将军。属兴师辽碣，以公为使持节、长岑道行军大总管。元戎长驱，天威遐畅，三山因之而波荡，九种以之而震惊。契丹在白猿之东，居黄龙之右，近侵卉服，外结鸟夷。公回师诛翦，应机殄灭，虏获万计，三军无私，蒙赏缣帛，仍于羽林军检校。钩陈之对南宫，羽林直通北洛。心膂之切，惟公是先。总章元年，吐蕃入寇，拜使持节青海道行军大总管，长策远振，群凶竄迹。武贤不捷，充国徒淹。西海诸蕃，经途万里，而有弓月扇动，吐蕃侵逼。延寿莫制，会宗告窘。以公为西域道安抚大使兼行军大总管。公问望著于遐迩，信义行乎夷狄。飨士丹丘之上，饮马瑶池之滨。夸父惊其已远，章亥推其不逮。范文后入，情不论功；冯异却坐，事非饰让。奉跸东京，承颜北阙。鬼神多爽，苍旻不惠。汉帝玉盃，馀欢未绝；魏君丸药，仙气无徵。暴疾遂兴，奄然捐馆。以上元二年五月廿四日薨于洛阳尚善里之私第，春秋六十有五。呜呼哀哉！圣情震悼，朝伦惊嗟。吴汉云亡，延笃述其天宠；李广长逝，史迁言其迹悲。自于初终，及之殡殓，中使频降，賵襚隆厚。诏曰：“故右骁卫大将军阿史那忠，貔貅〇〇，〇任于专征；心膂攸资，寄深于御侮。匪躬之操，在暮齿而弥隆；奉上之诚，历岁寒而逾劭。而光阴不驻，舟壑遽迁。宜被哀荣，式旌幽壤。可赠镇军大将军、使持节、大都督、荆岳硖朗四州诸军事、荆州刺史，馀并如故。赙绢布七百段、米粟七百石。赐东园秘器。凶事丧事，并宜官给，务从优厚。仍陪葬昭陵。仪仗送至墓所往还。”惟公天然爱敬，纵情融朗。未学而学，求仁则仁。昔在幼年，早逢多故。见几而作，立事非常。遂得寄切兰锜，礼华蓁叶。东征北伐，西抚南驰。经营四方，远詠三捷。在其宽乃容众，信必覆言。驱策两朝，周旋四纪。兰池近出，便侍玉舆；长杨骑归，常参罗荐。若其御沟通水，上路开扉。六佾分行，驷铁齐首。秋天露早，春日风初。每惆怅于宾筵，时留连于酒德。高朗令终之美，启手启足之规。垂之话言，事先俭薄。夫人渤海李氏，隋户部尚书雄之孙，齐王友珉之女；母京兆韦氏，郧国公孝宽之孙、陈州刺史圆成之女；夫人又纪王慎之同母姊也。椒庭藉宠，〇封定襄县主。诏以妻公焉。宋鲤齐鲂，金声玉润。仙露俄尽，神香不然。昔以永徽四年薨，先葬于昭陵之下。子太子仆暕等门绪高华，风仪秀逸。天资孝友，习兼文艺。创巨潜及，穹苍莫追。粤以上元二年岁次乙亥十月辛未朔十五日乙酉，奉迁灵榇，合葬于昭陵之茔。谥曰贞，礼也。呜呼哀哉！展灵骖于关谷，讬遗荣于茔墓，指毕陌而超遥，辞洛城而顾步。气清蝉晚，秋深雁度。怨湘水之微澜，悲穀林之竦树。尚屯骑士，方成武库。唯〇德而可传，亦何人而不故。其词曰：

烛龙光远，毕昴星悬。柳塞〇地，葱河隔天。抗衡轩日，战胜周年。崇基偃蹇，夐绪蝉联。

乃降精灵，是生奇桀。九飞毻羽，千里浴血。因心孝慈，克己〇节。卫律初死，休屠新灭。

言归凤阙，遂叶龙颜。上肃云扆，仰排星关。朝鲜旆入，踈勒麾还。蹊谣广树，槛谏云攀。

羽林营近，便门辇出。雍畤驱鹿，渭桥先跸。讽疑役鬼，心惊触瑟。酿玉欢长，筵罗宴密。

树接小苑，门向厨城。池含秋色，鸟变春声。云过钿黛，风杂丝笙。蜉蝣可薄，蟋蟀无轻。

高明必瞰，仁智同泯。秦穆亦然，鲁声忽尽。礼缘恩缛，旒随痛轸。卢山坟高，玄甲阵引。

魂归八水，路入三湘。紫气龙匣，白云帝乡。山河悽断，原隰芸黄。千秋兮万恨，泉深兮水长。

秘书少监清河崔行功撰

## 影視形象
2021年古裝電視劇長歌行由吳磊飾演阿史那忠，但為避諱所以劇中姓名改為阿詩勒隼。

## 传記資料
- 《新唐書》卷一百一十 列传第三十五 阿史那忠传
- 大唐故右驍衛大将軍贈荊州大都督上柱国薛国公阿史那貞公墓誌之銘